# Nedim Remili
Nedim Remili (Créteil, 18 de julio de 1995) es un jugador de balonmano francés que juega de lateral derecho o central en el MKB Veszprém y en la selección de balonmano de Francia. Su primer gran torneo con la selección fue el Campeonato Europeo de Balonmano Masculino de 2016.
Con la selección ganó la medalla de oro en el Campeonato Mundial de Balonmano Masculino de 2017 y, además, fue elegido en el equipo ideal del torneo junto a su paisano Vincent Gérard. Por otro lado, ganó la medalla de bronce en el Campeonato Europeo de Balonmano Masculino de 2018.

## Clubes
- US Créteil HB (2005-2016)
- PSG (2016-2022)[8]
- Vive Kielce (2022-2023)[9]
- MKB Veszprém (2023- )[10]

## Palmarés

### Selección nacional
| Juegos Olímpicos   | Juegos Olímpicos             | Juegos Olímpicos  | Juegos Olímpicos |
| Año                | Lugar                        | Medalla           |                  |
| ------------------ | ---------------------------- | ----------------- | ---------------- |
| 2020               | Tokio                        | Medalla de oro    |                  |
| Campeonato Mundial |                              |                   |                  |
| Año                | Lugar                        | Medalla           |                  |
| 2017               | Francia                      | Medalla de oro    |                  |
| 2019               | Alemania y Dinamarca         | Medalla de bronce |                  |
| 2023               | Polonia y Suecia             | Medalla de plata  |                  |
| 2025               | Croacia, Dinamarca y Noruega | Medalla de bronce |                  |
| Campeonato Europeo |                              |                   |                  |
| Año                | Lugar                        | Medalla           |                  |
| 2018               | Croacia                      | Medalla de bronce |                  |
| 2024               | Alemania                     | Medalla de oro    |                  |

### PSG
- Liga de Francia de balonmano (6): 2017, 2018, 2019, 2020, 2021, 2022
- Copa de la Liga de balonmano (3): 2017, 2018, 2019
- Copa francesa de balonmano (3): 2018, 2021, 2022

### Kielce
- Liga de Polonia de balonmano (1): 2023

### Veszprém
- Liga húngara de balonmano (2): 2023, 2024
- Copa de Hungría de balonmano (2): 2023, 2024
- Campeonato Mundial de Clubes de Balonmano (1): 2024